# Action RPG

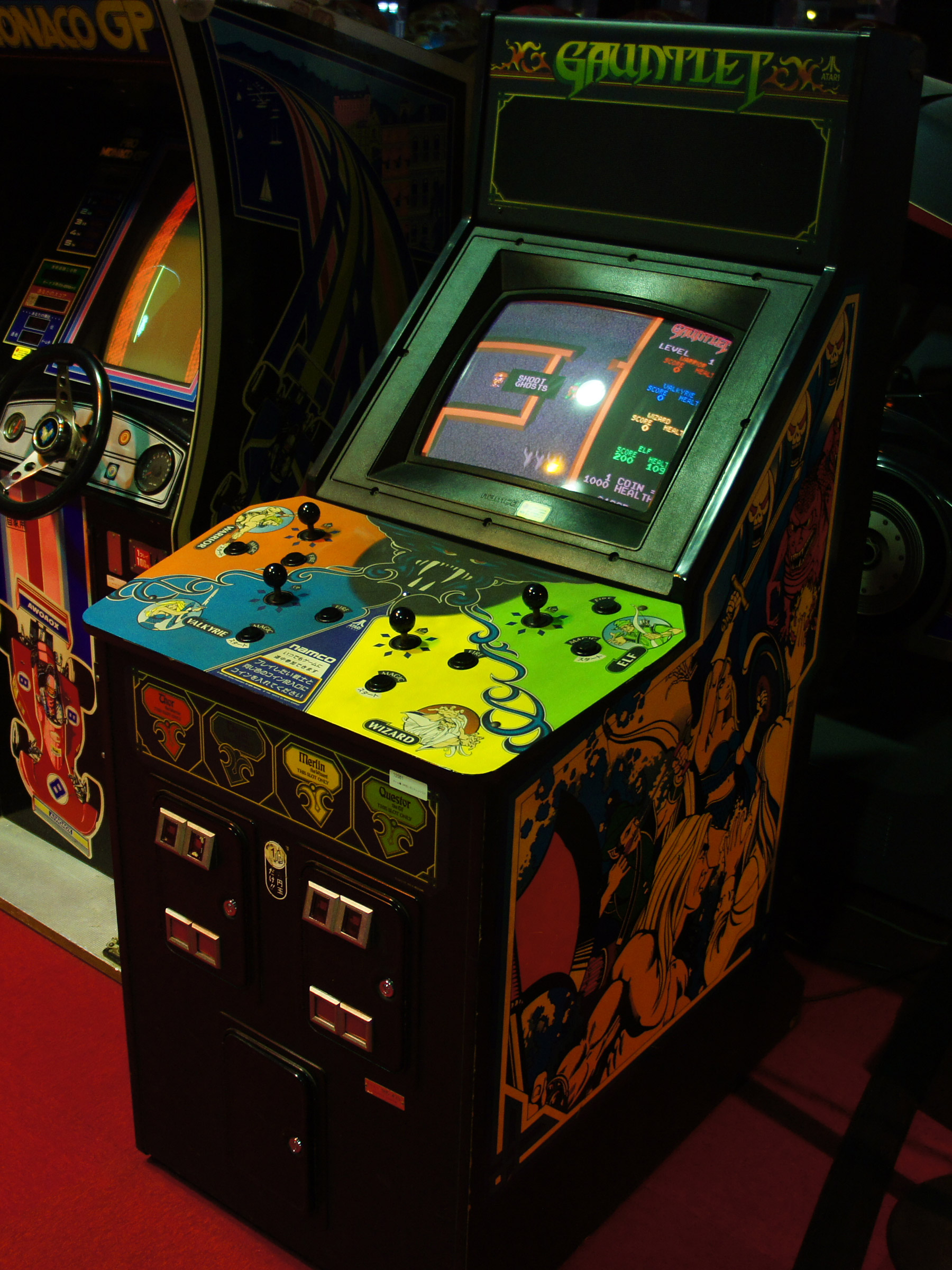
Cabinato del videogioco action RPG arcade del 1985 Gauntlet

Schermata di gioco di The Legend of Zelda

Per videogioco di ruolo d'azione, o in inglese action role-playing game (spesso abbreviato in o GDR d'azione, action RPG o ARPG), si intende un sottogenere videoludico che combina elementi chiave dei videogiochi d'azione con quelli di ruolo.
Il termine è generalmente usato per distinguere tali giochi dal tradizionale videogioco di ruolo a turni, simile al gioco di carta e matita. In un gioco di ruolo a turni, quando il giocatore incontra un nemico o un ostacolo, può scegliere da un menu di opzioni. Dopo aver selezionato l'azione desiderata, l'azione scelta prende luogo, e il giocatore può effettuare un'azione successiva. In un action RPG, il nemico attacca senza sosta, e il giocatore deve rispondere con una serie di azioni veloci.

## Storia
Uno dei primi videogiochi che unì l'azione in tempo reale con gli elementi degli RPG fu il classico Dungeons of Daggorath per il computer TRS-80. Distribuito nel 1982, Daggorath combinava un tipico videogame in stile dungeon con un gameplay in tempo reale che richiedeva di premere rapidamente i tasti della tastiera.
Mentre gli sviluppatori occidentali continuarono ad esplorare le possibilità degli RPG in tempo reale, gli sviluppatori giapponesi, interessatisi recentemente al genere RPG, modificarono leggermente la "formula" per creare una nuova "marca" di action RPG. La società maggiormente all'avanguardia in questo campo fu la Nihon Falcom della Sierra Entertainment.
Dragon Slayer della Falcom, distribuito nel 1984, fu un semplice gioco in tempo reale di ricerca del tesoro. Comunque, il suo sequel, Xanadu, venne pubblicato nel 1985, fu un RPG completamente sviluppato, con molti personaggi e lunghe quest. Quello che rese Xanadu differente dagli altri RPG fu il suo sistema di combattimento basato sull'azione. Il gioco divenne immensamente popolare in Giappone, segnando dei record nella vendita dei giochi per PC.
I successivi due anni, 1986 e 1987, videro la pubblicazione di alcuni videogiochi che avrebbero definito il concetto di action RPG in Giappone. Un'importante influenza per il genere, fu il videogioco di azione-avventura del 1986 The Legend of Zelda, il quale presentava molti elementi in comune con i classici RPG, e servì da pietra di paragone per i futuri action RPG. In contrasto con i precedenti giochi del genere come Dragon Slayer o Hydlide, i quali richiedevano al giocatore di saltare sopra ai nemici in ordine per attaccarli, The Legend of Zelda prevedeva l'utilizzo di un pulsante del joypad per contrastare gli avversari, al quale era legato il movimento della spada. Inoltre, The Legend of Zelda presentava uno dei primi esempi di videogioco con struttura open world, offrendo quindi un'esperienza di gioco non lineare, e introdusse la possibilità di salvare i progressi di gioco per la prima volta su console. Questi elementi sarebbero stati utilizzati nella maggior parte degli action RPG venuti dopo, divenendo quindi canonici per il genere. Questo gioco fu il responsabile della nascita di molti RPG d'azione messi in commercio dalla fine degli anni '80 in poi, in Giappone così come in America, dove è spesso citato come influenza per molti videogiochi di ruolo con meccaniche action. Quando fu messo in commercio in Nord America, Zelda venne considerato il progenitore di una nuova forma di RPG con elementi di azione e avventura, e nel 1990, Roe R. Adams (tra i responsabili della serie Wizardry) definì Zelda il primo vero iniziatore del CRPG (Combat RPG). Da quell'episodio nacque una serie che avrebbe continuato ad essere tra le più influenti del genere per i successivi tre decenni.
Nello stesso periodo, fu messo in commercio il seguito del gioco The Tower of Druaga, intitolato The Return of Ishtar, considerato uno dei primi action RPG a prevedere la cooperazione tra due giocatori, un controllo dual-stick nel gioco in singolo, un personaggio femminile come protagonista, la prima coppia di eroi in gioco, e il primo sistema di salvataggio tramite password per un videogioco arcade. Altri titoli importanti del 1986, furono Rygar e Deadly Tower, tra i primi giochi giapponesi di questo genere a essere messi in commercio in Nord America, i quali utilizzavano una meccanica basata sui power-up permanenti per potenziare i personaggi, avvicinandosi quindi al sistema di punti esperienza tipico degli RPG classici.
Il 1987 vide l'uscita del secondo capitolo della serie The Legend of Zelda, dal titolo Zelda II: The Adventure of Link, il quale implementava meccaniche da RPG classico (con tanto di sistema di punti esperienza), da gioco d'azione, e da platform a scorrimento orizzontale. Nello stesso anno uscì Castlevania II: Simon's Quest, il quale univa le meccaniche action e platform del primo titolo della serie a un sistema di punti esperienza tipico dei giochi di ruolo. Questo gioco fu innovativo per l'introduzione di un mondo persistente con tanto di ciclo giorno-notte, e per l'implementazione di tre finali multipli.

## Videogiochi
Esempi di action RPG sono, la serie di Genshin Impact,  Mass Effect, Horizon Zero Dawn, la serie di Diablo, Fable, Fallout 3, Fallout New Vegas, e Fallout 4, la serie di The Elder Scrolls, la serie di Monster Hunter, la serie di Borderlands, la serie di Dark Souls e Path of Exile. La serie di Assassin's Creed, nata soprattutto come stealth/avventura dinamica con caratteristiche RPG, è passata completamente agli action RPG con i tre capitoli più recenti: Assassin's Creed: Origins, Odyssey e Valhalla. Alcuni titoli come FTL: Faster Than Light e The Binding of Isaac appartengono al sottogenere roguelike.